# L'amore è tutto qui/La fisarmonica di Stradella
L'amore è tutto qui/La fisarmonica di Stradella è un singolo della cantante italiana Nada pubblicato nel 1977 dalla casa discografica RCA.

## Descrizione
L'amore è tutto qui è stata presentata a Discoring; l'originale era stato inciso dall'autore Piero Ciampi nel 1971 nel 45 giri L'amore è tutto qui/Il vino; La fisarmonica di Stradella, canzone di Paolo Conte, era stata inclusa dal cantautore nel suo album di debutto.
Entrambi i brani sono arrangiati da Gianni Marchetti e fanno parte del 33 giri Nada.

## Tracce
LATO A
1. L'amore è tutto qui (testo: Piero Ciampi, Pino Pavone – musica: Gianni Marchetti; edizioni musicali RCA Musica)

LATO B
1. La fisarmonica di Stradella (Paolo Conte; edizioni musicali RCA)